# Jamie Day
Pour les articles homonymes, voir Day.
James "Jamie" Day, né le 13 septembre 1979 à Londres (Angleterre) est un entraîneur de football anglais.

## Biographie

### Carrière de joueur
Formé à Arsenal, Jamie Day évolue durant toute sa carrière dans les divisions inférieures anglaises.
Il joue notamment en troisième division avec l'équipe de Bournemouth.

### Carrière d'entraîneur

#### Bangladesh
Le 17 mai 2018, la Fédération de football du Bangladesh annonce qu'elle nomme Jamie Day sélectionneur de l'équipe du Bangladesh, ainsi que des U-23. Sous sa direction, le Bangladesh réalise sa meilleure performance de tous les temps aux Jeux asiatiques de 2018, où l'équipe arrive en huitième de finale pour la toute première fois.
En outre, sous la direction de Day, le Bangladesh connaît une autre bonne résurgence, lors des éliminatoires de la Coupe du monde de football 2022, où le Bangladesh parvient à battre le Laos. Au tour suivant, l'équipe du Bangladesh affronte le Qatar, Oman, l'Afghanistan et l'Inde, des équipes plus forte qu'elle sur le papier.

## Palmarès
- Vainqueur de la Southern Football League (7e division) en 2004 avec Crowley Town
- Champion de Conference South (6e division) en 2013 avec Welling United